# Цоде
Цо́де (латыш. Code) — населённый пункт в Бауском крае Латвии, административный центр Цодской волости. Находится у автодороги A7 (E 67). Расстояние до города Бауски составляет около 8 км. По данным на 2005 год, в населённом пункте проживало 679 человек.

## История

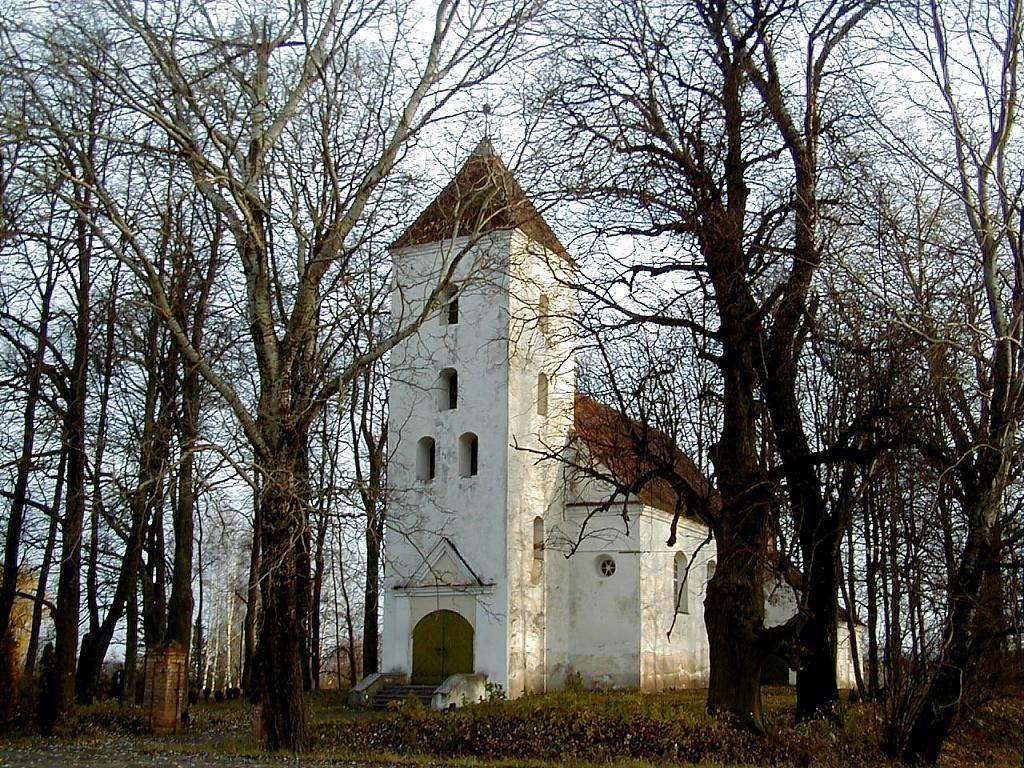
Лютеранская церковь

Во времена Российской империи в селе находилось поместье Цоде. В советское время населённый пункт был центром Цодского сельсовета Бауского района. В селе располагался колхоз «Цоде». Его председателем с 1947 по 1963 года был Герой Социалистического Труда Янис Слактерис. На средства этого колхоза была построена школа в центре селе.

## Известные уроженцы
- Пипиня, Берта (1883 — после 1941) — латвийский политик, писатель, журналист и общественный деятель. Борец за права женщин. Первая латвийская женщина парламентарий.